# Граничні випробування
Грани́чні випро́бування — випробування, що проводяться для визначення залежностей між гранично допустимими значеннями параметрів об'єкта і режимом експлуатації.

## Основний зміст граничних випробувань
Граничні випробування є експериментальним методом, що ґрунтується на фізичному моделюванні області значень первинних параметрів, при яких вихідні параметри виробів перебувають у межах допуску, тобто в області безвідмовної роботи виробів при змінах первинних параметрів.
Однак визначити область безвідмовної роботи виробів при одночасній зміні багатьох первинних параметрів не є можливим. Тому часто на практиці знаходять граничні точки області безвідмовної роботи виробів при зміні якогось одного первинного параметра виробів (параметра граничних випробувань), зберігаючи значення інших незмінними.